# Instituut voor Asbestslachtoffers
Het Instituut Asbestslachtoffers (IAS) is een Nederlandse instelling die zich inzet voor asbestslachtoffers met de ziekte maligne mesothelioom. Het IAS is een gezamenlijk initiatief van het Comité Asbestslachtoffers, werkgevers- en werknemersorganisaties, het Verbond van Verzekeraars en de overheid.

## Tegemoetkomingen en vergoedingen
Alle mensen die door contact met asbest in Nederland de ziekte mesothelioom of asbestose hebben gekregen, kunnen in aanmerking komen voor een tegemoetkoming van de overheid. Soms betaalt de (voormalige) werkgever een schadevergoeding.

### Tegemoetkoming
Mensen met de ziekte mesothelioom of asbestose kunnen via het IAS een aanvraag indienen voor een tegemoetkoming. Voor het jaar 2017 is dit bedrag vastgesteld op €19.988,-. Het IAS gaat met hen na hoe het contact met asbest heeft plaatsgevonden en adviseert de Sociale Verzekeringsbank (SVB) over het recht op een tegemoetkoming. De SVB beslist vervolgens om de tegemoetkoming wel of niet toe te kennen en te betalen.

### Schadevergoeding
Het IAS bemiddelt ook tussen (voormalige) werkgevers en (oud-)werknemers over het betalen van een schadevergoeding. Hierover zijn afspraken gemaakt met het Comité Asbestslachtoffers, organisaties van werkgevers en werknemers, het Verbond van Verzekeraars en de overheid.
De (ex-)werkgever betaalt bij aanvaarding aansprakelijkheid een schadevergoeding.